# إركابتوم
إركابتوم، (حكم ما بين عاميّ 1675-1650 ق م) كان أحدَ ملوك يمحاض (حلب). جاء خَلَفًا لوالده نقمي-إبو.

## فترة حُكمه
تمت الإشارة إلى إركابتوم في إحدى الرسائل الحيثية القديمة، إلا أن ألواح ألالاخ تبقى المصدر الرئيس لاستقاء المعلومات عنه. انخرط إركابتوم في عمليات بيع و شراء المدن و القرى مع أميتاكوم ملك ألالاخ التابعة لسلطة يمحاض، و قد كان الهدف من تلك الإجراءات هو ترسيم الحدود ما بين المملكتين المتجاورتين، كذلك، فقد شنّ إركابتوم حملةً على منطقة ناشتاربي الواقعة إلى الشرق من نهر الفرات، وذلك لإخماد تمردٍ قاده مجموعةٌ من الأمراء الحوريين ضد يمحاض، أهمية الحملة سالفة الذكر جعلت منها حدثًا تاريخيًا يُستخدم لتأريخ الدعاوى القانونية.
عُرف عن إركابتوم أنه توصل إلى معاهدة سلامٍ مع سيموما ملك شعب العبيرو، و قد كان ذلك بالنيابة عن مملكة ألالاخ التابعة لسلطته.

## الوفاة و الخلافة
قد يكون إركابتوم هو والد ياريم-ليم الثالث.
حين توفي إركابتوم خَلَفَه حمورابي الثاني الذي مازال نسبه لجهة والده غير مكتَشَف.